# Baže Ilijoski
Baže Ilijoski, makedonski nogometaš, * 9. julij 1984.
Za makedonsko reprezentanco je odigral 14 uradnih tekem.